# Hypsicera
Hypsicera är ett släkte av steklar som beskrevs av Pierre André Latreille 1829. Hypsicera ingår i familjen brokparasitsteklar.

## Dottertaxa tillHypsicera, i alfabetisk ordning[1][2]
- Hypsicera affinis
- Hypsicera amica
- Hypsicera anglica
- Hypsicera bicolor
- Hypsicera brevicornis
- Hypsicera carinata
- Hypsicera carnosa
- Hypsicera cavicola
- Hypsicera chena
- Hypsicera conviva
- Hypsicera cribrosa
- Hypsicera cuneata
- Hypsicera curvator
- Hypsicera dundundu
- Hypsicera ecarinata
- Hypsicera eriplanator
- Hypsicera erythropus
- Hypsicera femoralis
- Hypsicera flaviceps
- Hypsicera formosana
- Hypsicera fulviceps
- Hypsicera fuscipilosa
- Hypsicera globosa
- Hypsicera harrelli
- Hypsicera huma
- Hypsicera imperfecta
- Hypsicera incarinata
- Hypsicera intermedia
- Hypsicera kenyensis
- Hypsicera lepida
- Hypsicera lita
- Hypsicera lobata
- Hypsicera major
- Hypsicera makiharai
- Hypsicera minor
- Hypsicera msana
- Hypsicera msoroa
- Hypsicera mukanwa
- Hypsicera nelsonensis
- Hypsicera nepalensis
- Hypsicera nhema
- Hypsicera nigribasis
- Hypsicera nyanga
- Hypsicera obliqua
- Hypsicera obsoleta
- Hypsicera oharai
- Hypsicera orientalis
- Hypsicera parca
- Hypsicera parva
- Hypsicera pfumbua
- Hypsicera postfurcalis
- Hypsicera rugosa
- Hypsicera ruokoa
- Hypsicera seta
- Hypsicera spiracularis
- Hypsicera subtilitor
- Hypsicera taiwana
- Hypsicera townesus
- Hypsicera watanabei
- Hypsicera vudzia
- Hypsicera yoshimotoi
- Hypsicera zisoa